# Unichristus
O Centro Universitário Christus é uma instituição de ensino superior privada localizada em Fortaleza, Ceará. Esta instituição foi pioneira na oferta de curso de Medicina entre as instituições particulares de Fortaleza. Como, também, recebeu o selo de recomendação OAB, pelo curso de Direito.

## História
A Unichristus, foi fundada em 1995 como Faculdade de Administração e de Pedagogia de Fortaleza. Em 1999, expandiu seus serviços com a criação do Centro de Pós-Graduação, Pesquisa e Extensão, oferecendo cursos de especialização nas áreas de Educação, Administração, Direito, Ciências Contábeis e Saúde.
Em 2001, passou a se chamar Faculdade Christus e, nos anos seguintes, ampliou sua estrutura, inaugurando os campi Dom Luís em 2003 e Parque Ecológico em 2005, especializado na área de saúde. Em 2006, o curso de Medicina da Unichristus tornou-se o primeiro curso da área autorizado pelo MEC em uma instituição particular em Fortaleza.
Em 2012, a Faculdade Christus foi reconhecida pelo MEC como Centro Universitário Christus (Unichristus) e, em 2014, expandiu sua presença para a região Benfica, com os cursos de Enfermagem, Biomedicina e Odontologia. Em 2021, a Unichristus inaugurou o Campus Parquelândia. Em 2022, o IPADE, mantenedora da Unichristus, expandiu com a sua primeira unidade fora de Fortaleza, a Faculdade Christus no município do Eusébio. Em 2023, a Unichristus inaugurou o Campus Aldeota, com os cursos de Medicina Veterinária, Farmácia e Nutrição.

## Formas de ingresso
- Vestibular presencial.
- Vestibular agendado.
- ENEM.
- 2° Graduação.
- Transferência.
- ProUni e FIES.

## Estrutura
O Centro Universitário Christus está distribuído em seis campi, junto a Faculdade Christus Eusébio, com mais de 76 laboratórios e auditórios. Conta com cobertura de internet wireless gratuita em todos os campi.

#### Bibliotecas
Distribuída em seus quatro campi e Faculdade Christus Eusébio, possui mais de 23 mil títulos e 81 mil exemplares. Todo ele se encontra informatizado pelo sistema de automação de Bibliotecas – AUTOBIB, que permite acesso ao acervo por meio de pesquisa em terminais instalados nas bibliotecas. A consulta também é disponibilizada aos usuários, via Internet, na página da Unichristus.

#### Clínica Escola de Odontologia (Campus Parque Ecológico)
A Clínica Escola de Odontologia (CEO) da Unichristus é um complexo acadêmico equipado para os alunos e professores da área de Odontologia desenvolverem e executarem as atividades de prevenção da saúde além de procedimentos odontológicos em vários níveis de complexidade.
O espaço conta com mais de 100 equipes odontológicos que permite, em média, o atendimento de 140 pacientes/dia e mais de 2.800/mês. É utilizado tanto nos cursos da graduação como de pós-graduação e dispõe de atendimento clínico gratuito e aberto à comunidade.

#### Clínica Escola de Saúde
A Clínica Escola de Saúde (CES) da Unichristus é uma estrutura acadêmica equipada para os alunos dos cursos da área de saúde a desenvolverem e executarem as atividades práticas tendo uma melhor experiência de aprendizado.
A clínica também realiza atendimentos gratuitos à comunidade, em múltiplas especialidades, de forma integrada e humanizada, além de desenvolver programas como: Serviço de Atenção Especializada (SAE) em IST/AIDS, em parceria com o Sistema Único de Saúde (SUS) e Prevenção de câncer ginecológico.

#### Clínica Escola de Fisioterapia (Campus Parque Ecológico)
A Clínica Escola de Fisioterapia da Unichristus é um ambiente acadêmico equipado para alunos do curso de Fisioterapia desenvolverem e executarem as atividades práticas para reabilitação e assistência na atenção primária e secundária em saúde à sociedade.
Na Clínica Escola de Fisioterapia ocorrem atendimentos nas seguintes áreas: traumatologia, ortopedia, desportiva, dermatologia, pediatria, reumatologia, cardiologia, pneumologia, ginecologia, obstetrícia, urologia, neurologia, oncologia, craniomandibular e hidroterapia. 
No espaço também são realizadas as aulas práticas das disciplinas específicas, além de cursos, palestras, atividades, projetos de extensão e eventos de promoção de saúde.

#### Serviço Escola de Psicologia Aplicada (SEPA)
O Serviço Escola de Psicologia Aplicada (SEPA) é um espaço dedicado ao curso de Psicologia da Unichristus e conta com oito salas para atendimentos psicológicos gratuitos, por meio de acolhimento individual ou em grupo, além de uma testoteca, espaço que tem como finalidade ofertar à comunidade acadêmica da área de Psicologia um conjunto de instrumentos de medida e avaliação psicológica.
A equipe do SEPA é composta por estudantes a partir do 9º semestre e oferece atendimentos de segunda à sexta-feira, das 14h às 20h. O público alvo do espaço são crianças, adolescentes e adultos.

#### Núcleo de Práticas Tecnológicas (NPT)
O Núcleo de Práticas Tecnológicas (NPT) é uma área da Unichristus onde localiza-se os laboratórios de instalações elétricas prediais, de conforto e ergonomia, de automação e controle, de instalações hidráulicas prediais, de solos, de materiais de construção civil e a central de congresso e argamassa. Esses espaços estão equipados com modernos equipamentos que permitem aos alunos colocarem em prática os conhecimentos teóricos adquiridos em sala de aula.
Desde os primeiros semestres, os alunos possuem disciplinas que utilizam esses laboratórios e podem continuar a utilizá-los em projetos de iniciação científica, de extensão, ou na elaboração dos seus trabalhos de conclusão de curso.

#### Núcleo de Práticas de Gestão Empresarial (NPGE)
O Curso de Administração da Unichristus conta com o Núcleo de Práticas de Gestão Empresarial (NPGE), onde os alunos participantes atuam em casos reais de empresas parceiras mediante a orientação de uma equipe multidisciplinar formada por professores. 

#### Núcleo de Apoio Contábil e Fiscal (NAF)
O Núcleo de Apoio Contábil e Fiscal (NAF) é um projeto desenvolvido em parceria com a Receita Federal do Brasil (RFB), cujo objetivo é oferecer serviços contábeis e fiscais gratuitos para pessoas físicas e jurídicas de menor poder aquisitivo. A Unichristus oferece um espaço onde seus alunos do curso de Ciências Contábeis treinam suas habilidades técnicas na pratica, sempre com orientação e supervisão de um professor, para oferecer esses serviços à sociedade.

#### Escritório de Direitos Humanos
A Unichristus, por meio de seu escritório de Direitos Humanos, busca garantir e promover os direitos de cidadania dentro e fora do ambiente universitário. O respeito, a igualdade, o direito à saúde e à integralidade do ser humano são direitos essenciais à vida.
No escritório de Direitos Humanos, além da orientação jurídica, elaboração de pareceres, articulações com órgãos do sistema de justiça, e da participação de audiências públicas, ofertadas por nossos estudantes junto a professores, são desenvolvidos projetos de extensão, como cursos, cartilhas, informativos, seminários, trilhas ecológicas e monitoramento de política públicas.

#### Hospital de Assistência Integral Simulada (HAIS)
A Unichristus conta com um espaço pensado para a simulação hospitalar: o Hospital de Assistência Integral Simulada, que atende a todos os cursos da saúde que possuem prática nesse ambiente, como Medicina, Enfermagem, Nutrição e Biomedicina. Como o nome diz, funciona como um hospital, em que os estudantes aprendem a dinâmica da assistência integral à saúde, seu funcionamento; vivenciam cenários de urgência, crises, rotina, protocolos e até padrões de higiene.

#### Laboratório de Inovações Tecnológicas (LITEC)
O Laboratório de Inovações Tecnológicas (LITEC) da Unichristus é uma estrutura criativa equipada para os alunos desenvolverem seus projetos de inovação em um ambiente dinâmico e colaborativo, além de fornecer suporte aos projetos de pesquisa, grupos de estudo e demandas de alunos e professores. Foi projetado para gerar novos produtos, serviços ou melhoria de processos através das melhores práticas e ferramentas da Engenharia de Software. 
O espaço conta com pesquisadores Mestres e Doutores nas áreas de computação e da saúde, programadores web, designers de animação e modelagem 3D. O SITClass é um app desenvolvido pelo LITEC e tem o intuito de aumentar o tempo de concentração em sala.

#### Laboratório Escola de Análises Clínicas (LEAC) (Campus Parque Ecológico e Benfica)
O Laboratório Escola de Análises Clínicas (LEAC) da Unichristus é um ambiente acadêmico equipado e que serve como opção de estágio para os alunos do curso de Biomedicina, proporcionando aplicação prática dos conhecimentos adquiridos em sala de aula, além de permitir uma importante interação multidisciplinar dos alunos com os pacientes.
O laboratório funciona como unidade de apoio aos serviços de saúde ofertados pelas Clínicas Escola da Unichristus, Clínica Escola de Atenção Primária (CEAP) e Clínica Escola de Odontologia, atendendo à comunidade e auxiliando no diagnóstico de doenças dos pacientes.

#### Núcleo de Inovação Tecnológica (NIT)
O Núcleo de Inovação Tecnológica (NIT) é uma área da Unichristus responsável por assegurar o cumprimento da Política de Proteção Intelectual, regulamentada por meio da Resolução CONSU Nº. 42/2017. Ele atua na proteção da produção acadêmica seja por meio de patenteamento ou por registro junto ao Instituto Nacional da Propriedade Industrial (INPI). 
O NIT atua como intermediário entre a comunidade científica e o INPI, acompanhando todos os processos peticionados, bem como oferecendo assessoria redacional para patentes, manutenção de contratos e auxílio na busca de anterioridades.

## Campi
A Unichristus possui seis campi: 
- Campus Dionísio Torres: Ciências Contábeis e Sistemas de Informação.
- Campus Aldeota: Nutrição, Medicina Veterinária e Farmácia.
- Campus Dom Luís: Administração, Arquitetura e Urbanismo, Direito, Engenharia Civil e Engenharia de Produção.
- Campus Parque Ecológico: Biomedicina, Tecnologia em Gestão Hospitalar, Tecnologia em Radiologia, Enfermagem, Fisioterapia, Gastronomia, Medicina, Psicologia, Nutrição e Odontologia.
- Campus Benfica: Biomedicina e Enfermagem.
- Faculdade Christus Eusébio: Direito, Biomedicina, Enfermagem e Nutrição.

## Graduação

### Ciências da Saúde
- Biomedicina
- Farmácia
- Enfermagem
- Fisioterapia
- Medicina
- Nutrição
- Odontologia
- Radiologia
- Psicologia

### Ciências Jurídicas
- Direito

### Ciências da Comunicação e Gestão
- Administração
- Ciências Contábeis

### Ciências Tecnológicas
- Análise e Desenvolvimento de Sistemas
- Engenharia Civil
- Engenharia de Produção
- Sistemas de Informação

## Corpo Dirigente
| Reitorias                                     | Pró-reitores                |
| --------------------------------------------- | --------------------------- |
| Reitoria                                      | José Lima de Carvalho Rocha |
| Pró-Reitor de Planejamento e de Administração | Estevão Rocha               |
| Pró-Reitor de Pós-Graduação e Pesquisa        | Marcos Kubrusly             |
| Pró-Reitor de Graduação                       | Mauricio Rocha              |

## Pós-graduação
A Unichristus oferece 88 cursos de pós-graduação lato sensu nas áreas de tecnologia, direito, gestão e saúde. A Unichristus oferece mestrado na área de saúde.
Mestrado profissional em tecnologia minimamente invasiva e simulação em saúde. Além disso, existem os mestrados acadêmicos em Direito e Odontologia.
O mestrado em Direito é na área de Direito, Processo e Desenvolvimento. É um programa de altíssimo nível. Todos os professores são doutores.

## Extensão
A Unichristus oferece cursos e projetos de Extensão que complementam o ensino de sala de aula. Estas atividades têm curta duração, ocorrem extra carga horária de matrícula e possuem ampla área de escolha, desde saúde, Tecnologia, Direito, trabalho e Educação, cultura, social e Meio ambiente.